# エルヴィン・ドレッセル
エルヴィン・ドレッセル（Erwin Dressel, 1909年6月10日 ベルリン - 1972年 ベルリン）は、ドイツの作曲家・ピアニスト。
シェークスピアの『空騒ぎ』のための劇付随音楽の成功に続いて、ベルリン国立歌劇場のために数々のオペラを作曲する。またラジオ番組のために楽曲を編曲し、ピアニストとして演奏活動を行う傍ら管弦楽曲を作曲した。4つの交響曲のほか、さまざまな楽器のための協奏曲があり、《2つのサクソフォーンのための協奏曲》は録音もされている。
ドレッセルの名が今日まで遺されてきたのは、一つには、ショスタコーヴィチがドレッセルの歌劇《あわれなコロンブス》のレニングラード公演のために序曲と間奏曲を作曲して大評判になったという事実のためもある。